# Saminek
Saminek (deutsch Schönwäldchen) ist ein kleines Dorf in der polnischen Woiwodschaft Ermland-Masuren. Es gehört zur Gmina Dąbrówno (Landgemeinde Gilgenburg) im Powiat Ostródzki (Kreis Osterode in Ostpreußen).

## Geographische Lage
Saminek liegt wenige hundert Meter östlich des Jezioro Dąbrowa Wielka (deutsch Großer Damerau-See) im Südwesten der Woiwodschaft Ermland-Masuren, 28 Kilometer südlich der Kreisstadt Ostróda (deutsch Osterode in Ostpreußen).

## Geschichte
Das Gut Schönwäldchen wurde 1480 erstmals erwähnt. Gutsbesitzer wurde 1831 Georg Heinrich Negenborn aufgrund einer Versteigerung. Ab 1862 befand sich das Gut im Eigentum von dessen Sohn Eduard Negenborn.
1874 wurde der Gutsbezirk Schönwäldchen in den neu errichteten Amtsbezirk Seemen (polnisch Samin) im Kreis Osterode in Ostpreußen eingegliedert. 1910 zählte Schönwäldchen 73 Einwohner.
Am 30. September 1928 verlor Schönwäldchen seine Eigenständigkeit und wurde in die Landgemeinde Seemen integriert.
Mit dem gesamten südlichen Ostpreußen wurde das Dorf 1945 in Kriegsfolge an Polen abgetreten. Es erhielt die polnische Namensform „Saminek“ und ist heute eine Ortschaft innerhalb der Gmina Dąbrówno (Landgemeinde Gilgenburg) im Powiat Ostródzki (Kreis Osterode in Ostpreußen), bis 1998 der Woiwodschaft Olsztyn, seither der Woiwodschaft Ermland-Masuren zugehörig.

## Kirche
Bis 1945 war Schönwäldchen in die evangelische Kirche Heeselicht (polnisch Leszcz) in der Kirchenprovinz Ostpreußen der Kirche der Altpreußischen Union sowie in die römisch-katholische Kirche Gilgenburg (polnisch Dąbrówno) eingepfarrt.
Heute gehören die evangelischen Einwohner Samineks zur Kirche Gardyny ((Groß) Gardienen), einer Filialkirche der Heilig-Kreuz-Kirche Nidzica (Neidenburg) in der Diözese Masuren der Evangelisch-Augsburgischen Kirche in Polen. Katholischerseits ist das Dorf in die Pfarrei Samin (Seemen) im Erzbistum Ermland eingegliedert.

## Verkehr
Saminek liegt an einer Nebenstraße, die Samin mit Ostrowite (Ostrowitt, 1938 bis 1945 Osterwitt) verbindet. Ein Bahnanschluss besteht nicht.